# Apple A6X
Apple A6X — двухъядерный ARM-микропроцессор компании Apple из серии Apple Ax. Работает на частоте до 1,4 ГГц.
В нём, как и в процессоре A6, Apple использовала процессорное ядро полностью собственной разработки, а не лицензированный IP-блок из серии Cortex-A компании ARM.

## Описание
23 октября 2012 года компания Apple представила четвертое поколение интернет-планшета iPad в котором используется двухъядерный процессор Apple A6X c 4-ядерным графическим сопроцессором.
Чип изготовляется на фабрике компании TSMC (ранее изготовлялся на фабрике Samsung) по техпроцессу 32 нм HKMG, и имеет площадь 123 мм2, что на 30 % больше, чем площадь чипа Apple A6.
Память процессора является 32-битной и 4-канальной стандарта LPDDR2.
Известно, что кеш-память 1-го уровня L1 = 32 кБ инструкций + 32 кБ данных, а кеш-память 2-го уровня L2 = 1 МБ.
Максимальная частота процессора составляет 1,4 ГГц, а в качестве графического ускорителя используется PowerVR модели SGX554MP4, разработанный компанией Imagination Technologies.
Графический сопроцессор PowerVR SGX554MP4 имеет 4 ядра и работает на частоте > 280 МГц, и в идеальных условиях достигает производительности в 76.8 sp GFLOPS.

## Производительность
На ноябрь 2012 года Apple A6X в большинстве тестов показал высшую графическую производительность, порой превосходя конкурентов в два и более раз и обеспечивая хорошую игровую производительность в родном разрешении iPad 4-го поколения — 2048 x 1536, причём при этом разрешении впервые на iPad выдаётся заметно больше 30 кадров в секунду.
Особенно преимущества нового графического сопроцессора используемого в Apple A6X проявляются в графических задачах активно нагружающих ALU.

## Применение
Устройства, использующие процессор Apple A6X:
- iPad (4-го поколения) — октябрь 2012 — октябрь 2013; март 2014 — октябрь 2014